# 泥門デビルバッツ
泥門デビルバッツ（でいもんデビルバッツ）とは、稲垣理一郎原作・村田雄介作画の漫画及びテレビアニメ『アイシールド21』に登場する架空のアメリカンフットボールチームである。

## 概要
私立泥門高等学校の代表チームで、創部2年目。当初の正式部員はヒル魔、栗田、武蔵の3名であったが、武蔵が家業手伝いの為に休学したことで2名になっていた。絶対的なメンバーの不足は他の部から助っ人で（ほとんどはヒル魔の脅迫により強制的に参加させられていた）補い、2人以外は全くの素人という体であり弱小チームの1つに過ぎなかった。
しかし2年目の春大会以降黄金の脚を持つランニングバック「アイシールド21」を筆頭として優秀な選手を次々と誕生させる。NASAエイリアンズ戦や秋大会で一躍有名になり注目される新鋭だが、今でも他校と比べ部員は少数であるため、助っ人数人と一部の選手を除きほぼ全員が攻撃と守備の両面で出場する。
春の戦績は（公式戦以外も含め）2勝2敗1分。秋大会では5勝1敗で関東大会に出場。秋季大会前の評価はCクラス。強豪相手には惜敗するも3位決定戦を勝ち抜き、関東大会に進出を果たした。関東大会は大会9連覇の神龍寺ナーガ、鉄壁の守備を誇る王城ホワイトナイツ、新鋭の白秋ダイナソーズを下し全国大会決勝の出場を決めた。そしてクリスマスボウルで第1回大会から連覇中の帝黒アレキサンダーズとは、最終クォーターまで点差を広げられるも逆転勝利で頂点を制し、関東勢悲願の初優勝をもたらしたのである。
ヒル魔曰く「取られた点は取り返す」チームであり、前半圧倒されることが多いが後半驚異の巻き返しを見せる。
試合前の円陣の掛け声は漫画版では「ぶっ殺す! YEAH-!」、アニメ版では「ぶっ潰す!YA-! HA-!」（ただし、春大会一回戦のみ「ぶっ潰す! YEAH-!」）である。

## プレースタイル
「とにかく攻撃、守備の時も攻撃」を信条とする超攻撃型チーム。その攻撃力はオフェンスに限れば強豪校と互角に渡り合えるまでになった（だがアニメでは秋大会で、関東大会準決勝の王城戦でのフィールドゴール以外先取点が無く並の相手からも点を奪われるなど、原作より弱い描写も見られる）。
個々の能力的にはスピードの瀬那、パワーの栗田、キャッチのモン太などひとつの個性に特化した選手の集まりであり、それを蛭魔妖一による奇策で自分たちの土俵に引きずり込むのが泥門の支柱。『泥門はトリックプレーの練習量が本当の強み』とマルコが述べる。現在NFLではショートパスやランなどリスクの少ない攻撃手段で攻めるウェストコーストオフェンスが基本であるが、泥門はリスクを承知でビッグプレーを狙いにいくのが定番となっている。

## 選手（正規メンバー）

### 小早川瀬那
こばやかわ せな、声 - 入野自由（幼少期 - 菊池こころ）/朴璐美（幻のゴールデンボウル）
ランニングバック (RB) 兼フリーセイフティ (S) 。スペシャルチームではリターナー。白秋戦ではクォーターバック (QB) も務めた。背番号21。泥門高校1年。
身長155cm、体重48kg。12月21日生まれ。血液型A型。40ヤード走：5秒（ケルベロス追走時 4秒2）→4秒2（進を腕で弾いた加速によって4秒1を記録）。ベンチプレス：10kg→40kg→45kg。
本作の主人公。通称「セナ」。鉄腕アトムに似た髪型が特徴。痛みを恐れて逆らうことも出来ずに幼い頃からパシリとして孤独な人生を送ってきた。とりわけ幼馴染のまもりに保護され続け、情けない思いをした過去が彼にとって苦い思い出になっており、「変えたい自分」として色濃く記憶に残っている。だが約10年に及ぶパシリの遍歴が40ヤード走4秒2（NFLトップスピード、人間の限界速度）という驚異的な脚力を身に付ける要因となる。泥門高校に入学したその直後、ヒル魔に走りのセンスを見込まれ、自身の運命の大きな転機がアメフト部へ強制入部という形で訪れる。
当初は主務として入部したつもりが、彼の策略により選手も務めさせられてしまう。その脚力が他の運動部に目をつけられ引き抜かれる危惧から、選手時は緑色のアイシールドで素顔を隠し、謎のデビルフットボーラー「アイシールド21」と名乗り、「光速のRB」と通り名で泥門デビルバッツのエースとして名を轟かせることになる。
当初は、無理矢理プレーさせられ、春大会で王城戦に試合途中で帰ろうとしたこともあったが、進清十郎との勝負で「もう一度フィールドに立ちたい、進に勝ちたい！」と強く思うようになり、真剣に励むようになる。その後は試合を重ねることによりその面白さや楽しさに目覚めていき、ヒル魔に作り上げられたインチキヒーローに対し「強くなるんだ。嘘が本当になるように」と決意する。
秋季大会において巨深の筧が豪語する実在する人物との疑惑から始まり、西部・陸とのマッチアップや盤戸・赤羽との邂逅を経て、いつか実力でアイシールド21を名乗るという決意を込めて東京地区大会三位決定戦から本名である「小早川瀬那」で出場。東京大会ベスト・イレブン ランニングバック部門に選ばれ、MVP候補にもノミネートされる。関東大会では阿含や進というトッププレイヤーとマッチアップし、阿含から気弱な自分が持ち得なかった『攻撃性』、王城戦で進から攻撃を腕で受け流すテクニックと、両試合で新たに覚醒を見せ、白秋のマルコに勝ったことで「すでに本物」と認められる。そして、クリスマスボウルで「本物のアイシールド21」大和猛との対決を制し「真のアイシールド21」となる。
RBとしての成長は著しく、「デビルバットダイブ」「デビルバットゴースト」「デビルライトハリケーン（ハリケーンゴースト）」といくつかの必殺技を経験則で編み出し、さらにそれらをライバルとの切磋琢磨でヴァージョンアップさせることも多い。また、白秋戦ではQBを務め、自分の長所の脚力を活かし、新時代のQBとよばれる（高見曰く「光速4秒2の完全移動砲台」）。そして関東大会最優秀選手賞（MVP）及びクリスマスボウルで、大和・鷹・モン太とともにクリスマスボウル最優秀選手賞に輝き、全日本選抜代表に選出された。一方腕力は非常に弱く、初めのベンチプレス記録が10kg（つまりプレートなしでバーだけになったバーベルを辛うじて持ち上がられる状態）の高校最弱だったが、部室増築工事などによる鍛錬を重ね、最終的には平均的な高校生程度には成長する。それでもやはり走りという一芸に秀でた存在という特徴は相変わらず、クリスマスボウル優勝後、あちこちの体育系スポーツ部から助っ人として勧誘を受けたものの、まるで戦力にならずに、すぐさま解放されてしまった（なぜ陸上部の短距離走からも解放されているのかは不明）。また、第25巻のギャラリー1000人アンケートではアイシールド21の正体は「精悍な求道者」や「クールなイケメン」と出ていたが、実際のセナの印象は、良いところを見つけられず「しょぼい」「凡人臭い」「〇弱（虚弱、貧弱、脆弱など）」などネガティブな印象が多かった。
体格に恵まれていないが非常に丈夫な体をしており、強豪校の後衛選手ですら掠っただけで骨折するような峨王のタックルをまともにくらっても腕の筋を痛める程度で済んでいる。
気弱で引っ込み思案な性格だが、人の不幸を黙って見過ごせない優しい心と、尊敬する人を愚弄する相手には断固として反論する正義感を持つ。またアメフト選手としての躍進と共に、『逃げ主体』などの弱さを捨て、一人前の男として成長する様も随所に表れている。しかし基本的には平凡な一男子高校生。本質的な気弱さは成長を遂げても変わらず、「ひぃいいい」「ああああ」「いいいい」「ええええ」と驚愕四段活用を行く先々で披露し口癖になっている。たまに格好いいセリフを言っても最後に自信をなくし「～だと思う。たぶん」「～の方がいいと思ったっていうかごめん何言ってるんだろう忘れてほしいっていうか」などの情けない終わり方になる。他の非常識・突飛なキャラクターに囲まれると専らツッコミに回ってしまう。
一部の人物を除き、他人には「くん・さん」と付けて呼んでおり、初対面の人や自分より年上の人に対しては敬語を使っている。
恋愛面では無意識ながらも鈴音に惹かれており、関係は進展している（まもりとは幼馴染みであるが、初恋の相手ではない）。また、帝黒戦後は女子生徒から遊園地に行かないかと誘われたが、運動部の助っ人として練習・試合に出る為、断っている。学業面はあまり芳しくなく、入試では数学や英語が全滅だったらしい。一口でも飲酒すると記憶の前後が欠落し、突拍子の無い行動に出るほど弱い。家族は父・秀馬、母・美生と猫のピット。泥門二中出身。
名前の由来は、F1ドライバーのアイルトン・セナ。ヒル魔からは「糞（ファッキン）チビ」（アニメでは「クソ主務」「クソチビ」）、阿含からは「チビカス」と呼ばれている。
その後、高校2年次にはヒル魔からの指名でキャプテンに就任した。更に、高校3年次の秋にはクリフォードからの誘いで半年間ノートルダム大付属（アメリカ）にアメフト招待留学し、ヒル魔の嘘を現実とした。高校卒業後は最京（さいきょう）大学に進学したヒル魔を相手に戦ってみたいと思い、炎馬（えんま）大学に進学してアメフトを続けている。目標も見つかり、将来の夢はプロのアメリカンフットボール選手になること。

### 蛭魔妖一
ひるま よういち、声 - 田村淳（ロンドンブーツ1号2号）三木眞一郎（幻のゴールデンボウル）
泥門デビルバッツのクォーターバック (QB) 兼ホルダー、ストロングセイフティ (SS) 。背番号1。泥門高校2年。
身長176cm、体重67kg。40ヤード走：5秒1。ベンチプレス：75kg。
通称「ヒル魔」。泥門デビルバッツの主将、そして本作の裏主人公。セナを無理矢理アメフト部へと入部させた。悪魔的なまでの才知を持つ、泥門高校最凶の外道。逆立った金髪（小学生時代は黒髪）、妖怪か魔物のように尖った耳、裂けたように大きな口元からは鋭い牙のような歯が覗く。携帯電話を何台も持っている。
アメフトを始めたキッカケは、偶々米軍基地でやっているアメフトの試合を見てにアメフトに興味を持ち、その頭脳を活かして当初は賭けチームの作戦を指揮していた。その後、麻黄中で栗田に勧誘され、賭けチームの倒れた選手の代役で出場したことをきっかけに自身もアメフトをやるようになる。
マシンガンやバズーカ、火炎放射器などの重火器を多数所持しており、どんな時でも堂々と持ち歩きよく発砲する危険人物。またボストンバッグ2つ分程の大量の携帯電話を使い分け、独自の情報網であらゆる人の秘密や弱みが書かれたリスト「脅迫手帳」（アニメでは「あくまてちょう」）を駆使して奴隷を作り、時には東京タワーや東京ドームを貸切にしたり海外のホテルの宿泊費をタダにし、市長レベルの重要人物をも操ってアメフト部に都合のよいようにことを運ばせ、泥門の校長に至っては部室増築、移動用に改造した酸素カプセルなどの費用を出させている（脅迫手帳は「見せ用」のINDEXページにしか書かれておらず、それ以外のページは白紙となっており、全ての弱みは蛭魔の頭の中に記憶されているので、奪っても無駄である）。「脅迫手帳」を作った経緯は麻黄中でのアメフト部創設を認めなかった教師達に対して、アメフト部を創設するために脅しのために作られたものであり、まず最初に1人の奴隷を作り上げて、その奴隷が別の人の弱みや秘密を調べ上げて行き、それを延々と繰り返すことでねずみ算式に脅迫出来る人物を増やしていった。それでも、高校を退学にならないのは、校長以下の教職員の弱みを握っているためと噂される。一方で彼が学校を支配しているお陰で治安や風紀が（彼自身を除き）乱れないで済んでいるという効果もあるらしいが、真実は定かでない。考え事をする際は無意識にショットガンを回転させながらぶっ放すという危険極まりない癖がある。
このように普段は「外道」との悪名高く、傍若無人を絵に描いたような男だが、麻黄十三中時代からの仲間である栗田・ムサシとは固い友情に結ぶ人間らしい面もあり、脅迫手帳にこの2人についての脅迫ネタだけは載っていない 。高校進学時は何らかの手口で栗田に神龍寺への推薦枠を確保。しかし、阿含にその座を奪われた際、ヒル魔とムサシは普通に一般受験で神龍寺に入れるにもかかわらず、栗田と共に泥門高校へ入学、アメフト部を創設。そして、彼ら以外まともな部員が居ないにもかかわらず、必ずクリスマスボウルに行くと誓い、それを目標として共に練習してきた。
また直接顔や口には出さないものの、栗田や他のメンバーと同じようにチームメイトのことを想っている（試合中、チームに貢献したり殊勝な決意を表したメンバーを背部から無言で蹴り付けるのは彼の最上の褒め方である）。時には、仲間への信頼や配慮が現実主義的な思考を明らかに上回っている場面も見られる。関東大会準決勝での王城戦では4秒2の光速の世界に足を入れた進を現時点で止めることが出来ないと理解しながらも「この世で無敵の奴なんざいねぇ」と言い切り、セナを進とマッチアップさせ続けた（ムサシ曰く「超理論屋のくせに言っていることは夢丸出し」）。ただしキャプテンとしての矜持なのか自分の弱みは決して他人に見せようとせず、足を腫らしたり疲労しきっていてもそれを決して表に出さない。奴隷たちにもアメフト絡みだけは仁義を通し、約束通り夏休み前に葉柱たち賊学の奴隷を解放している。しかし、アメフト部以外の人間にはあらゆる都合を無視させているのは否めず、勝機が完全に無くなったと判断するや否や助っ人が多数いるにもかかわらず試合を放棄して立ち去ろうとしたこともあった。
「アメフトはビビらした方が勝ち」を信条とし、彼の悪魔的な容姿、言動は相手を威嚇するためのものである。特徴として、目的のためにはどんな手段でも用いる狡猾さを持ち、試合中は絶えず流れを読み取りながら戦略を練り、可能性がある限り決して諦めず道を思索し、勝利を追い求めていく。その思考は現実的で、秋大会では試合前にメンバーに対して勝率を数字で正確に示してみせ、その上で勝つ覚悟を新たにさせている。「勝つ」ことへの異常な執着があり、メンバーにも負傷などより勝利を優先するよう言葉にし、本人も関東大会決勝で試合中に骨折した際も怪我を押して試合に復帰し、その折れた腕で超ロングパスを放った。
QBとしての能力は高く、特に作戦立案能力・状況判断能力や情報分析能力はトップクラスにある。攻撃では持ち前の度胸も相まって無数の奇策で対戦相手を翻弄し、守備の際は相手の意図を的確に素早く読み取ってメンバーに指令を出す。巨深戦で初披露した「鳥の叉骨（ウイッシュボーン）」はその能力を存分に生かした彼の真骨頂と呼べるものであり、この時高見をして「泥門の裏エース」と言わしめた。東京大会三位決定戦から「地獄の司令塔」「悪魔の策士」の紹介文と通り名が出る。彼の投げる精度が高く風の影響も無視するほどの高速・高回転の鋭いパスは「デビルレーザー弾（バレット）」と称される。ハンドオフフェイク（ボール渡したフリ）も非常にうまい。しかしその他体格や身体能力は決して恵まれたものではなく（ムサシ曰く「ガチで当たれば中堅どころにもボロ負けする」とのことで、帝黒からも身体能力の低さが祟って栗田よりも低い評価をされている）、積み重ねてきた鍛錬と頭脳の反射神経でトップクラスのプレーヤーとして戦い続けている。そのため、WC編で全日本選抜代表に選出されたヒル魔は、自分の身体能力ではプロテストでの合格は不可能と判断し、これが最初で最後のチャンスだとして自身がMVPを獲る為に妨害工作を行う阿含に対して「誰がMVPを獲っても金はやるから余計なことはするな」というような旨の発言で釘を刺している（MVPプレーヤーには3億円とプロ入りの権利が与えられる）。
試合以外でも、カジノのブラックジャックで並べられた手札の全数字や手話形式のサイン一覧を一通り見ただけで全て覚える記憶力、ネイティブのアメリカ人とスラングで応酬できるほどの英会話力、ムサシが復帰した際に「13297時間と49分遅刻だ」と数桁以上の暗算を瞬時にする計算力などを見せ、常人ならざる頭脳を持っていることが分かる。学校の成績は雪光やまもりと並んで優秀である（ただし正確な成績は通信簿がオール100に改竄されていて不明）。ただし、円周率など不要な知識や興味のない方面は詳しくは通じていない。自身も株トレードやギャンブルなどから得た資金を無尽蔵に蓄えており、今までの人生で一番高い買い物は島とのこと（単行本20巻より）。
生年月日・自宅・生い立ち・両親の素性などに関して不明な部分が多く、選手としての身体データ以外のあらゆるプロフィールが謎に包まれている。現在判明しているのは年齢が17歳であること（回想で7年前に10歳だった）のみ。作中で携帯電話に父親からの留守電が入っており、その内容やヒル魔の話口から推察するに父親とは何か確執があるらしく、栗田にも煙に巻いた説明をしている。クリスマスボウルでは父「ヒル魔幽也」が観戦していたが、顔を合わせることは無かった。
中学時代は阿含と組んでチンピラを追い剥ぎしたりしていたが、前述の神龍寺推薦枠の事件で決別する（元々あくまで利害関係が一致しているから一緒にいただけであり、仲が良かったわけではない）。その後、阿含とはWC杯でも再会している。更に、大学も同じところだった。
口癖は「YA---HA---!!」、笑い方は「ケケケ」（だが現実には非常に言い辛い為、アニメでは「へっへっへ」「ひゃっひゃっひゃっ」などと笑っている）。他者の呼び方は呼び捨て以外に「糞（ファッキン）○○（その人物の特徴など）」（アニメでは「クソ○○」）と呼び名を付けている（糞猿、糞バカなど）。
反甘党派で、よく無糖ガムを噛んでいたりコーヒーをブラックで飲んだりする。記者にインタビューされた際の回答によれば、好みのタイプは「使える女」。だがそれはマネージャーの条件だと心の中でリコに突っ込まれているように、真面目な回答か否かは疑問が残る。バカな言動をとる者を見て涙を流しながらバカ笑いすることもあり、まもり達から「笑いすぎ」「なんか楽しそう」と言われている。
鈴音からは「妖一兄（ようにい）」呼ばれており、モン太は「命知らずな」と驚いている。アニメではムサシから「クソ悪魔」とも呼ばれたこともある。
そもそもは「インパクト重視」というコンセプトで設定されたキャラクターだが、読者参加の第二回人気投票では主人公のセナと同等以上の票を得る。
高校卒業後は最京（さいきょう）大学に進学してアメフトを続けている。大学でも学長を脅迫し、影で学校を牛耳っている。高校時代と同じく非現実的な乗り物に乗ったり偵察のために勝手に他校の試合を秘密裏に組むなど、その横暴さと悪辣さは健在であり、これには他のメンバーも呆れたり驚いている。

### 栗田良寛
くりた りょうかん、声 - 永野広一/天田真人（幻のゴールデンボウル）
センター (C) 兼ディフェンスタックル (DT) 。スペシャルチームではロングスナッパー。背番号77。泥門高校2年。
身長195cm、体重145kg。7月7日生まれ。血液型O型。40ヤード走：6秒5。ベンチプレス：160kg。
アメフト部の創立メンバーの一人。頭の形（と、いうより髪型）が栗の巨漢。非常に絵柄が簡単で、リアル寄りの作風である本作の中で奇妙な存在感を醸している。普段は穏やかな和みキャラ。しかしフィールドに出るとその巨体と怪力で凄まじい破壊力を誇る重戦士となり強力壁として活躍する（体中から湯気を噴き出す描写と凄まじい形相になったこともある）。作戦「爆破（ブラスト）」などにおいて、相手壁を破壊しランナーの走路を確保する重要な役目を果たす。彼のベンチプレス160kgの記録は東京都内の高校において1位であり、日本国内で栗田の記録を上回る選手は峨王力哉（200kg超）のみで、巨重を支える下半身の力は峨王をも凌駕する。東京大会三位決定戦にて「巨大不沈艦」と紹介され、同大会ベストイレブン・オフェンスライン部門に選ばれる。関東大会では峨王と共に最優秀ラインマン賞に選ばれる。そしてクリスマスボウルで制し、「日本最強のラインマン」となる。峨王の推薦で全日本選抜代表に選出された。アメリカ戦（世界最終決戦）で、スタメンで出場。ヒル魔を守るためMr.ドンに向かうもワンプレー一時負傷による、戦線離脱をさせられるも前半終了間際で復帰。ヒル魔と阿含のドラゴンフライを成立させるためのキーマンとして大活躍した。
中学時代、神龍寺ナーガに憧れ、偶然同じ試合を見に来ていた溝六に見込まれ一人で練習を始めるが、周囲からの苦情が相次ぎ練習を禁止されてしまう。しかしヒル魔の勧誘に成功し、それによってアメフト活動を再開、さらにムサシを加えアメフト部を設立する。ヒル魔・ムサシとはその頃からの仲間である。高校進学の際はヒル魔の手回しで神龍寺のスポーツ特待生となり入学が決定したが、それを知った阿含に悪意を持って特待生枠を奪われ、その資格を失ってしまう。栗田自身は入試があることすら知らなかったようである。そのためにヒル魔とムサシは栗田の学力で入れる泥門高校に行くことに決め、いつか三人で神龍寺に報いると決意した。このことから、三人の絆の強さが窺える。その泥門高校でも部員には恵まれず、追い討ちをかけるようにムサシが家業の手伝いのために辞めてしまう。そのためヒル魔と共に長らく部員2名の時代を過ごし、仲間を強く欲していた。そのため、部員が増えたり入部希望者が現れる度に喜色満面で感動や喜びを顕わにしている。
誰よりもアメフトに情熱を抱いており、午前2時から朝練を始めるほど熱心。彼のアメフトおよび全国大会決勝・クリスマスボウルに懸ける情熱が、間接的にセナやヒル魔をアメフトへと導いたと言える。
「優しき巨漢」の異名があるように、ヒル魔とは対称的に性格は心優しく気弱。極度の緊張を覚えると体育倉庫の跳び箱に隠れてしまう。付き合いが長いにもかかわらずヒル魔の非常識な行動をいい方向へ考える（勘違いする）ことが多々あり、超お人よし、もしくは天然と言える。しかし白秋戦においてヒル魔が峨王に骨折させられ、更にセナと小結が危機に晒された中で、相手を破壊してでも仲間を守るという「護るための殺意」に目覚め、また峨王との対決を通してセナ、モン太のように自分の領域（パワー）で頂点を求める野心を見せるようになるなど、一流プレイヤーとして精神面でも一皮剥けた。
チームメイトは勿論、敵チームにも「○○君」と呼ぶ一方で、ムサシやヒル魔は呼び捨てにしている（当初は「ヒル魔君」と呼んでいた）。
超のつく大食漢ぶりの食事風景、巨大な肉弾となって相手を跳ね飛ばし押し潰す（技名「栗ハンマー」）など、造形に加え動作や表情も非常にコミカルに描かれており、話が進むごとに非現実さも増している。気合いを入れる時に「フンヌラバっ!」と掛け声を発するのが癖。
家は孟蓮宗（もうれんしゅう）という仏教宗派のお寺で、その管長「空海」の一人息子。名前の由来は「栗ようかん」及び江戸時代後期の曹洞宗の僧侶である良寛（お寺繋がり）。ヒル魔からは「糞（ファッキン）デブ」（アニメでは「豚まん（野郎）」「クソデブ」）、十文字達からは「デブ」、鈴音からは「クリタン」、阿含からは「デブカス」と呼ばれている。
高校卒業後はムサシが工務店を継ぐ為、ヒル魔のそれぞれ別の道でアメフトやるという提案に同意、炎馬大学に進学してアメフトを続けている。また、ヒル魔の勧誘方法を踏襲していたが、陸によって窘められた。

### 雷門太郎
らいもん たろう、声 - 山口勝平/うえだゆうじ（幻のゴールデンボウル）
ワイドレシーバー (WR) 兼コーナーバック (CB) 。ウィッシュボーンのフォーメーションを組む際は、ランニングバックも務めた。背番号80。泥門高校1年。
身長155cm、体重51kg。8月31日生まれ。血液型B型。40ヤード走：5秒0(オマケのラフ画の中で、ヒル魔に5秒の壁を切ったと言われるシーンもある)。ベンチプレス：40kg→50kg。
小柄な猿顔の少年で鼻に貼った絆創膏は御洒落らしい。元野球部所属。プロ野球チーム「集英ベアーズ」のキャッチの名手・本庄勝に憧れ、元々は野球でキャッチのヒーローになろうとしていた。キャッチばかり練習していた為に捕球力はずば抜けて高くどんなボールも受け止められるが、投球に関してはおおよそ野球の経験者とは考えられないほどの極度のノーコンで、野球部では3軍という事実上の同好会配属、入部試験不合格扱いだった（しかし、キャッチは試合以外あらゆる場面で役立っている）。そこにセナの勧誘とヒル魔の話術の効果もあり晴れてアメフト部へ入部する。レシーバー不在だったデビルバッツにパスの選択肢を与え、賊学戦で華々しくデビューした。
セナが彼の名を「雷・門太郎⇒かみなり・もんたろう」と読み違えたため「モン太」というあだ名が定着、当初は憤慨するが、ヒル魔に史上最高のクォーターバック（正反対の投手である）ジョー・モンタナからとったと吹き込まれ、喜んで自称するようになった。他人が「猿」「モンキー」と言うと怒るが、しょっちゅう猿のような叫び声をあげたり大好物のバナナを携帯している（中学時代はバナナ愛好会に所属）ため無理もないと言える。なお東京大会三位決定戦では「空飛ぶもぎ捕りモンキー」と紹介された。
戦術は至って野性的・感性的で、ひたすら根性だけで目標物を捕らえるというスタイルであるが、長い運動経験からたった1プレーで相手の実力を察するなど勝負ごとに関する嗅覚はかなり鋭く、練習量と経験、強敵との競り合いでセナ同様試合中でも成長を見せ、時に無意識に最適な理論を実践している。関東大会の対王城戦においてボールを見ずに位置を完璧に把握するという境地に達し、飛ぶことに全ての力を注ぎこみ敵にぶつかりながら不安定な姿勢で背面キャッチする「デビルバックファイア」という必殺技を獲得、絶望的なリーチ差があった桜庭春人にも競り勝った。阿含の策略をただ一人上回る、クリスマスボウルで不規則にバウンドするボールの軌道を経験則で読み切るなど、一発逆転タイプの多い泥門メンバーの中でも随一の底力を持つ。
超人的なキャッチ力とデスマーチによってパスルートを体に叩き込み、徐々にテクニックも増していく。また、チーム内では石丸に次ぐスピードもあるためそれなりに足も速く、ウィッシュボーンを使う際はランニングバックにもなる。西部・鉄馬、神龍寺・一休と高校アメフト界のトップクラスのレシーバーを相手に一矢報い、彼らと王城・桜庭を含め、関東の四強レシーバー（神龍寺戦の時点で王城の監督・庄司に「キャッチ力だけなら関東NO.1」とまで言わしめている）。として知名度を上げて、関東大会では最優秀バック（後衛）賞に選ばれる。反面救いようが無いほどノーコンで、ただ前に軽く投げるだけの動作も満足に出来ずたびたびトラブルを起こす（キックもノーコンだが、飛距離や高さはかなりのもの）。作中一の策士であるヒル魔ですらもモン太のスローイングは奇襲としても無理だと決めつけるほど。また、キャッチに関しても直線的なボールに対しては鋭い反応を示す反面、変化球に対しては並以下の反応しかできない。これは長年の野球部での練習により、直線のホールしかキャッチしてなかったため。
そのキャッチ力で阿含にタックルされた際にフィールド外の土を掴んで、アウトオブバウンズによってタイムアップでの敗北を防いだり、帝黒戦では相手のトライフォーポイントのキックをキャッチしようとして、ボールに触れる事でキックを失敗させるなど、観客や敵味方からも驚愕されるビックプレーを見せる事がある。
セナとは出会って以来頻繁に連れ添っており、絆は強く、頼れる良き相棒であり、「戦友でライバル」と話したようにエースの座を争い切磋琢磨し合える間柄である。また、お互いの実力を信頼し、セナのブロックとモン太のキャッチのコンビや試合中に悩むセナの頭をドカドカとメットで叩いて叱咤したり、力強い言葉で鼓舞したりするのが恒例になっている。
秋大会の王城戦で関西高校アメフトの理事長になっていた本庄元選手に再会した際は一ファンながら覚えていてくれたことに号泣。しかし、その息子・鷹が帝黒学園の1軍メンバーだったことを知り自分は当て馬なのではと考え、戦意喪失してセナとも大喧嘩してしまう。その後、桜庭や一休など過去に戦ったレシーバー達から譲り受けたメッセージ付きのグローブと共にセナに説得され、本庄に憧れていた自分との決別を決めると共に、世界最強のレシーバーになることを決意。思いの詰まった本庄選手のグローブを自らの手で海へと放り投げた。クリスマスボウルで鷹との対決を制し「日本一のレシーバー」となる。大和・鷹・セナとともにクリスマスボウル最優秀選手賞に輝き、全日本選抜代表に選出された。
WC編では、「高校アメフト暫定世界№1守備バック」バッド・ウォーカーに宣戦布告し、日本メンバーで最初にペンタゴンに一矢報い、彼から一騎討ちを挑まれる。
学力に関してはセナと2人で得意科目を手分けして宿題を写しっこしようとしたが、2人とも得意な科目は無いことに気づき失敗に終わっている。まもりに恋しており、勇姿をみせようと張り切って試合に臨むが、空回りすることも多い。
気合を入れる時、また驚いた時などに「〜MAX（マックス）!」と表現するのが口癖。両親は夫婦共働きで、母親が19歳の時に産まれた子供である。泥門三中出身。ヒル魔からは「糞（ファッキン）猿」（アニメでは「クソ猿」）、鈴音からは「モンモン」、阿含からは「カス猿」と呼ばれている。
高校卒業後は炎馬（えんま）大学に進学してアメフトを続けている。鈴音から炎馬大学が定員割れしていた事実を聞いて「じゃああの死ぬ気MAXの受験勉強は何だったんだ!?」と驚いた。また、「セナも炎馬大学に入るっすよ！」と栗田に話した。

### 武蔵厳
たけくら げん、声 - 小山力也（幼少期 - 米本千冬）
キッカー (K) 兼ラインバッカー (LB) 。背番号11。泥門高校2年。
身長177cm、体重77kg。4月2日生まれ。血液型A型。40ヤード走：5秒6。ベンチプレス：90kg（アニメでは100kgで栗田に次ぐと言われている）。
通称は「ムサシ」。到底高校生には見えない老けた顔立ちをしている。そのキックは荒々しいが抜群の威力と飛距離を誇り、パントキックですらタッチバックを防ぐためにギリギリで落ちるように手加減している程の高校最強レベルのキッカーとして佐々木コータローと並び称される。ただしあまりにキックが強力なため荒れ球になりがちで、精度にはやや不安がある(それでも不在時に代役を勤めていたヒル魔よりは正確ではあるが)。
ヒル魔や栗田とは麻黄十三中からの友人で、米軍基地の金網修理の際に知り合い（栗田とは隣のクラスだった模様）、二人の熱心（かつ悪質）な勧誘に応じアメフト部に入部した。ヒル魔によりコードネーム「60ヤードマグナム」をつけられ、後に都市伝説として知られることになるが、60ヤードとはヒル魔のハッタリで実際の最高記録は中学生時点では45ヤード、練習でも最高55ヤードだった。しかし、全国大会決勝戦でもあるクリスマスボウルでのラストプレイで嘘を本当にして決勝点を取り、泥門を日本一に導いた。

なお、2015年4月現在フィールドゴールの世界記録は2013年に記録された64ヤードである。
泥門高校でアメフト部を結成後もキッカーを担当し、強力なキックでデビルバッツを支えていたが、武蔵工務店の長である父親が大怪我をし、悩んだ末に退学（後にヒル魔によって休学に変更されている）して家業を継ぐことを決意する。それ以後もアメフト部部室の改装や武器庫の建造、校舎の修理でたびたび泥門高校に訪れていた。

原作では全国高校アメフト選手権東京大会準決勝の対西部戦（アニメでは一試合遅れて盤戸戦）にて、父親の鉄拳と説得に加えて職人達からの懇願を受け、デビルバッツの苦境を救うべく復帰した。
外見同様中身も渋く、武士のような性格。セナたちに「基礎を手ェ抜けばすぐ駄目になる」と心なしに教えたり、赤羽に負けて呆然とする瀧を「お前はただのB級プレーヤーだ」などと厳しく戒めたりしている。「キッカーが頭においていい世界はボールと右足だけ」という理念を持っており、実際赤羽にすぐ傍まで迫られた時も全く影響されることなくゴールキックを成功させた。洞察力・判断力にも長け、冷静に試合の状況や選手の状態を見極める。白秋戦でヒル魔が負傷退場した際は一番丈夫だという理由で自らQBを（つまり峨王の攻撃を）引き受けようとした。十文字に続き板に付いたツッコミをかますことが多く、実質的なデビルバッツのNo2（マルコなどからもそう認識されている）であり、ヒル魔を（芝居とはいえ）本気で殴り飛ばした数少ない人間でもある。
復帰した際には頭に巻いていた手ぬぐいを取り、長めの真ん中分けというヘアスタイルを露出して現れたが、そのすぐ後の関東大会前にはモヒカンヘアーに変わった。変えさせたのはヒル魔で、復帰が遅れたということで罰ゲームとして床屋に連れて行かれ、いろいろと遊ばれた結果最終的にこれに落ちついた（アニメでもシュークリーム杯編&デスゲーム編で同じストーリーがあったが、その後元に戻っている）。
成績は良いが、音楽は5段階中の2と苦手な模様。
ワールドカップではその爆発的なキック力と飛距離にMVP投票が入った際、赤羽とコータローは感動していた（これは、軽視されがちなキックが正当な評価を得ているためとキッドは分析している）。高校卒業後は武蔵工務店を継いだ。工務店を主体に、色々な会社の有志が集まって結成したクラブチーム「武蔵工 バベルズ」のメンバーとしてアメフトを続けている。
名前の由来は宮本武蔵。ヒル魔からは「糞（ファッキン）ジジイ」（アニメでは「クソジジイ」）、鈴音からは「ムサシャン」、黒木や戸叶からは「オッサン」、武蔵工務店の職人達からは「厳ちゃん」と呼ばれている。

### 十文字一輝
じゅうもんじ かずき、声 - 星野貴紀
タックル (T) 兼ディフェンスタックル (DT) 。Iフォーメーションの際にはフルバックもこなす。背番号51。泥門高校1年。
身長175cm、体重71kg。10月1日生まれ。血液型A型。40ヤード走：5秒5。ベンチプレス：65kg→85kg。
不良3人組通称「ハァハァ3兄弟」（実際は兄弟では無い）の長男（リーダー格。なお、長男と呼ばれているが黒木よりも誕生日が遅い。）。右頬に十文字の傷があるのが特徴。
黒木、戸叶と共に泥門高校に入学早々、初対面にも関わらずセナをパシリに使う。喫煙していたがアニメでは吸っていない。セナを痛めつけようと偶然近くにあったアメフト部の部室に連れ込んだ際、栗田に出会い、入部希望者と勘違いされ、部室から投げ飛ばされる憂き目にあう（実際は栗田にライン志望と勘違いされ、軽くお手本を見せただけ）。そこで栗田に仕返しをすべく連絡先を聞き出そうと帰宅するセナを待ち伏せするが逃げられ、不幸にも偶然その場でセナの走りを見出したヒル魔に捕まり、黒木、戸叶共々全裸写真を撮られ、学校の廊下で顔と股間をデビルバットのマークで隠された写真を貼りだされ「奴（セナ）に手を出すな！モザイク取るぞ！」と脅迫され、怯えながら学校生活を送る羽目になる。脅迫ネタの写真のネガを取り返そうと、部室を訪れるたびに栗田に戻ってきたと勘違いされ、賊学との練習試合では助っ人として半ば強制的に途中参加。入部テストにも、小結に対抗するうちにいつの間にか合格してしまう。晴れてアメフト部員になったが当然やる気はゼロで練習もネガで脅されて渋々参加することが殆どとサボり気味だった。
しかし自分たち3人を侮辱した太陽メンバーに喧嘩で負けたことから奮起し、アメフトの試合で彼らを見返すため特訓に励む。太陽戦で笠松とマッチアップし、それによって習得した「不良殺法」を使い見事リベンジを果たす。その試合は月刊アメフトにも特集されたが、自分に対しては好評価な記事が書かれていたにもかかわらずその一方で黒木・戸叶が落第扱いにされたことから喜ぶどころかその記事が記載されていた月間アメフトを叩きつける（アニメ版では家で同誌をグシャグシャにする）ほどの怒りを覚える。2人に対しては「俺ら3人だけカスだと書かれた」と嘘を言い、2人の汚名返上を心に誓い煙草を辞め自ら進んで練習に参加するようになり、三兄弟の中では先陣をきって能力を伸ばしていく。
関東大会では阿含にも力負けしないほどに成長し、ラインの選手であるが神龍寺戦と白秋戦でタッチダウンを決めた。その中ではテクニックに長け、他の身体能力もオールマイティに備えている。東京大会三位決定戦では「バランス&テクニック」の紹介文がついた。
高校WC編では最終試験に落ちるが、阿含の計らいで補欠登録、ロシア戦に登板する。
父親や教師への反発心から中学時代から不良になり、その時からの仲間である黒木・戸叶とは強い絆を築いている。「（元）不良」「仲間を侮辱されることを嫌う性格」という共通点で、王城ホワイトナイツの猪狩とタイプが似ているとムサシに評されている。
セナに対しては、アメリカ合宿の序盤で彼の走りを見てアイシールド21だと気づき、その後はパシリから信頼の置ける仲間として見直している。小結に対しても喧嘩することもあるが、独播戦後に小結が家出した時はバイクで町中を探し回っていた。
25巻のおまけページで、アンケート「恋人にしたい選手」において桜庭に続き2位、泥門デビルバッツ内では1位という結果になっている。実際何度か告白されたこともあるらしい。またアニメでの泥門の人気選手としては、セナ＝アイシールド21の次にモテている（アニメの中ではその部分を誇張しているのが目立つストーリーが多い）。
学力は泥門高校では平均以上、デビルバッツではヒル魔・まもり・雪光に次ぐ。アニメでは飛行機に弱いという設定（ヘリコプターは平気なようである）が追加されている。
ヒル魔からは「糞（ファッキン）長男」、鈴音からは「モンジ」と呼ばれている。アニメのみ黒木・戸叶からは「一（かず）ちゃん」と呼ばれている。楊木中学校出身。
彼や黒木と戸叶はコミックス第1巻巻末の脇役紹介コーナー脇役列伝で「ハァハァ3兄弟」でひと括りされて、紹介されており、初期はただの脇役で終わる予定であったとも言われている。
高校卒業後は最京（さいきょう）大学に進学し武蔵工バベルズの一員となった黒木戸叶とは別のチームでアメフトを続けている。ヒル魔が最京大学を牛耳っているのを目の当たりにして「早くも牛耳ってんのかよ…」と唖然としている。

### 黒木浩二
くろき こうじ、声 - 岩崎征実
ガード (G) 兼ラインバッカー (LB) 。背番号52。泥門高校1年。
身長175cm、体重70kg。9月2日生まれ。血液型B型。40ヤード走：5秒1。ベンチプレス：65kg→85kg。
十文字と戸叶共々入学早々セナをパシリにしていた「ハァハァ3兄弟」の1人。当初はタラコ唇が特徴となっていたが、この特徴は連載が進むにつれほとんど省かれるようになっている。
アメフト部に入る気は全くなかったが、小結の挑発により自分でも気がつかない内に入部試験に合格してしまう。太陽スフィンクスらに喧嘩で負けたことをきっかけに徐々に本格的にアメフトをやるようになる。十文字と異なりアメリカ遠征当初もアメフトへの態度は本気というわけではなかったが、溝六からヒル魔や栗田が自分たちと同じく三人しか仲間がいない中頑張っていたことを知らされ、以後真剣に打ち込むようになった。三兄弟の中ではスピードNo.1。東京大会三位決定戦から「スピード&闘争心」の紹介文が付く。本人曰く「卑怯がモットー」だが、試合中に卑怯なプレイをしたことはない。
高校WC編では最終試験に落ちるが、阿含の計らいで補欠登録、ロシア戦に登板する。
相当なゲーマーで、中学時代は近くのゲームセンターで格ゲー無敗伝説を打ち立て、それが現在まで続いている。プレイスタイルは「超絶クソ卑怯」らしい。アニメではゲーセンの描写は避けられたため、代わりに祭りの輪投げでその腕前を発揮している。また、セナが氷室丸子に会いに行った時にはカメラを持って追いかけ、野次馬根性を丸出しにした。
両親は、父が真理夫で母が桃。実兄弟に、兄1人、弟1人いる。
ヒル魔からは初め「糞（ファッキン）3兄弟」とひとくくりに呼ばれていたが、その後出世し西部戦で「糞（ファッキン）タラ口」と個別に呼ばれている。鈴音からは「クロッキー」と呼ばれている。楊木中学校出身。
高校卒業後は戸叶とともに就職の道を進み、武蔵工務店で結成された「武蔵工 バベルズ」のメンバーとしてアメフトを続けている。頭にタオルを巻いていた描写から、武蔵工務店あるいは同業他社に就職した模様。

### 戸叶庄三
とがのう しょうぞう、声 - 前田剛
タックル (T) 兼ディフェンスエンド (DE) 。背番号53。泥門高校1年。
身長175cm、体重74kg。10月13日生まれ。血液型O型。40ヤード走：5秒5。ベンチプレス：65kg→85kg。
セナをパシリにしていた3人組「ハァハァ3兄弟」の一人。いつもグラサン状の眼鏡を掛けている。
十文字、黒木と同じく部に入る気など全くなかったが、小結の挑発に乗って入部テストに合格してしまう。アメフトへ真剣に打ち込むようになったのは、黒木と同じくヒル魔・栗田・武蔵のことを知ってから。三兄弟一のパワーを持ち、東京大会三位決定戦では「パワー&ハード」の紹介文が付くが、十文字、黒木と比較すると単独で活躍する描写は皆無といっていいほど少ない。一方で、デビルバッツ随一のツッコミ役として定着している。出血したヒル魔を見て血が赤いことに驚いたり、腕を骨折したヒル魔が「スペアの骨をつけてきた」と言ったことに関して「奴ならありうる」と発言したりと、ヒル魔のことを本気で人外だと思っている。
高校WC編では最終試験に落ちるが、阿含の計らいで補欠登録、ロシア戦に登板する。
漫画が大好きでいつも少年ジャンプを持ち歩いており、回によってはマニアックな漫画を持っている。将来の夢は漫画家。自身が書く漫画は既存の漫画の二番煎じであるが、画才は確かなものがあり、美術の成績は5段階中の5で、22巻のヒル魔の父のモンタージュ作成でも非常にうまく描いている。
両親は、父が治虫で母が町子。兄が2人いる。
黒木や鈴音からは「トガ」と呼ばれている。しかし、デビルバッツのレギュラーキャラでただ一人、蛭魔から個人扱いで渾名（糞《ファッキン》○○）と呼ばれたことがないキャラである。楊木中学校出身。
高校卒業後は黒木とともに就職の道を進み、「武蔵工 バベルズ」のメンバーとしてアメフトを続けている。頭にタオルを巻いていた描写から、武蔵工務店あるいは同業他社に就職した模様。

### 小結大吉
こむすび だいきち、声 - 榊英訓
泥門デビルバッツのガード (G) 兼ディフェンスエンド (DE) 。背番号55。泥門高校1年。
身長150cm、体重64kg。1月1日生まれ。血液型AB型。40ヤード走：5秒2。ベンチプレス：110kg。
栗田の力強さに憧れてアメフト部に入部した。口癖は「フゴッ」。男らしさやパワフルを常に追求している熱血少年。父親が「横綱運送」という運送会社の運転手をしており、その宿舎に住んでいる。小さいころからマッチョな男たちに囲まれて育ったため、「パワフル語」と呼ばれる、「パワフルな男」には万国共通で通じるがそれ以外の人には書体や言葉では片言にしか聞こえないという特徴的な喋り&書き方をする（アニメでは片言ながら普通にしゃべっている）。そのため本来は饒舌であるが「パワフルな男（主に体育会系）」にしか言動を理解されなかったことが単行本おまけページにて示唆されている。
名前のとおり幸運児で、泥門の面接ではパワフル語を使う体育教師がいたおかげで入学でき、カジノでもフィーバーを連発。ハァハァ3兄弟とは栗田とのパワーバランスなどが起因してライバル意識を常に燃やす。また、セナ、モン太と共に泥門チビーズを結成。
幼い頃から小柄な体格でコンプレックスを抱え、独播戦後に水町の爆弾発言を受けて家出をしてしまったが、その後長身揃いの対巨深戦に打ち勝ったことでそのコンプレックスを打ち砕くことに成功し、一皮も二皮も剥けた。東京大会三位決定戦から「小回り抜群 強力豆タンク」の紹介文がつく。相手の懐に潜りこんで肘でかち上げる「リップ」が得意。
普段はパワフル語しか話さないが、関東大会決勝の白秋戦において、ヒル魔の負傷と峨王のパワーに自信喪失した栗田の姿に大きくショックを受け、作中において初めて他のメンバーにも理解できる普通の言葉でしゃべり、泣きながら栗田を勇気づけた。
高校WC編では最終試験に落ちるが、阿含の計らいで補欠登録、ロシア戦に登板する。決勝戦においてもベンチにいる選手と一緒にエールを送っていた。
卒業後は父親の勤める運送会社に入社。師匠である栗田を倒すことを目標としながら社会人チームでアメフトを続けている。
ヒル魔からは「糞（ファッキン）デブJr.」（アニメでは「豚まんJr.」）、十文字達からは「赤ッ鼻」「フゴデブ」、鈴音からは「こむすびっち」、水町からは「おむすびっち」と呼ばれている。剛礼武（ごうれむ－ゴーレム）中学校出身。

### 雪光学
ゆきみつ まなぶ、声 - 堀田勝
泥門デビルバッツのワイドレシーバー (WR) 。背番号16。泥門高校2年。
身長179cm、体重67kg。2月29日生まれ。血液型A型。40ヤード走：6秒1→5秒6→5秒5。ベンチプレス：40kg。
デビルバッツの中でも屈指の努力と根性の持ち主。高校までずっと帰宅部で塾に通い、勉学方面では英才教育を受けていてスポーツとは無縁だった。高校2年にして対賊学戦でのアイシールドの活躍に憧れ、一念発起しアメフト部に入部した。入部テストでは本来ならば不合格であったがヒル魔に根性を見込まれ合格となった。入部後は基本的な運動能力不足のために長く補欠の扱いだったが、その頭脳から他のメンバーより戦術に対する理解が早く、高い記憶力で作戦帳の暗記は誰よりも早く覚えるなど徐々に頭脳派選手としての才能が垣間見られるようになる。身体能力面も、秋大会開始時は助っ人メンバーに劣るとされてはいたものの、それからも鍛錬を重ね、少なくともデビュー戦の時には蛭魔のパスをしっかりキャッチできるようになっており、最終的には助っ人部員達と同等かそれ以上の能力を手に入れていると見られる(助っ人部員達はパスを取ることが出来ないと言われており、実際に石丸以外はキャッチに成功している描写は全くない)。
関東大会一回戦で後半より試合デビュー。後述の速選（オプション）ルートと不屈の闘志で対神龍寺戦初得点のタッチダウンを決める。スタミナが試合の半分しかもたないので、主に後半戦からの投入や休憩を挟みながらのスーパーサブとして活躍する。また、戦術としてラインに参加し活躍する。王城戦では最後の体力を振り絞って止められない進を逆に押すことで、タッチダウンにかかる時間を短くすることで、試合時間を1秒残して、デビルバッツ逆転のチャンスを作り、その判断力を王城エースの進からも「見事だ、敵ながら…」と認められるに至り、QBのキッドと雲水すらもそのプレイに感嘆させる知略の高さを見せつけた。全国大会決勝直前には、鉄馬の指導を受けた他キッドからアドバイスを受け、帝黒の選手から軽視されていることを利用して、大和にタックルさせた際に帝黒の守備陣形を確認したヒル魔からの超ロングパスを受け取り、1タッチダウンを決める活躍を見せた（作中ではこれが最後）。
WC編では参加せず応援支援。
事前の打ち合わせの必要なパスルートを使わず、抜群の観察力と判断力による瞬時の状況判断からヒル魔の投げる場所を察知して走る「速選ルート」走法を得意とする。これを体得させるために初出場までの間、勝ちの決まった場面においても出場機会が与えられなかった。東京大会三位決定戦では「眠れる光学兵器」というキャッチフレーズがつけられる。
髪の毛は生まれたときから薄く、関東大会からボサボサの髪を下ろしたヘアスタイルになる。口癖は「ハゲ〜ン!」。両親と姉が一人いる（姉は額は広いが美人である）。亀を飼っている。

教育ママである母親から部活動を固く禁じられているためアメフト部に入ったことは秘密にしていたが、関東大会決勝後にヒル魔が「就職に有利ですよ？」と吹き込んだため、母から認められた。
高校卒業後は集英医大に進学してチームメイトとなった高見と共にアメフトを続けている。
名前の由来は「蛍の光」の和訳歌詞から。ヒル魔からは「糞（ファッキン）ハゲ」（アニメでは「クソデカリ」「クソデコ」）、鈴音からは「ユッキー」、セナとモン太からは「雪さん」、阿含からは「ハゲカス」（アニメでは「カスデコ」）と呼ばれている。モン太と同じ泥門三中出身。

### 瀧夏彦
たき なつひこ、声 - 落合弘治
泥門デビルバッツのタイトエンド (TE) 兼ラインバッカー (LB) 。背番号37。泥門高校1年。
身長182cm、体重72kg。4月10日生まれ。血液型AB型。40ヤード走：5秒1。ベンチプレス：90kg。
他に類を見ない目立ちたがり屋で、アメフト界の人気者になろうと高校受験したが全て不合格（泥門には合格していたが知らなかった）となり、プロテストを受験しようと単身渡米。そこで死の行軍（デス・マーチ）の途中で迷子になったセナと出会う。才能は認められたが、まだまだ実力不足な点からプロテスト不合格になり、セナの勧めで妹の鈴音と共にデス・マーチに合流する。帰国後、泥門高校に編入学した。
5教科が全部5段階中の1、普通の足し算がわからないほどの、作中でも1,2位を争う超絶バカ。ナルシストな性格も相まって、不真面目な人間に思われがちだが、本人は至って真剣であり、苦手なものを克服しようとする努力家である。彼の類まれなる柔軟な体も日々欠かさず行うのストレッチの賜物。興味の対象（アメフト）では頭脳が冴えることを発見される。またアニメでは、「アハーハー天才だからねー」と言って、3兄弟に「天才的バカだ!!」と言い返されている。秋大会予選1回戦の網野戦ではバスを間違えてセナと共に長野に行ってしまい、葉柱の子分にバイクで駅まで送られたが、電車を間違えまたも長野に行ってしまった（ただし、この時点ではまだ泥門高校の生徒ではなかった為そもそも出場出来なかった）。秋大会1回戦の直後、泥門高校に入学。秋大会予選2回戦の夕陽ガッツ戦に初スタメン。
盤戸スパイダーズ戦でことごとく抑えられ、さらにムサシの言葉を通して自分が天才でも何でもないという現実を受け入れ、プライドを捨てることで新たな進歩を遂げた。それと同時にゴムバンドで髪を束ねる髪型に変わっている。東京大会三位決定戦で「瀧ジェントル 夏彦バカ」（自分の案と3兄弟の案の「バカ」が混ざり合い、両方とも加えられた）と紹介文がついた。戦術スタイルはタイトエンドというポジションらしく何でもこなす。極めて柔軟な肉体は他の選手にはない瀧だけの能力であり、長身と合わせて密集地帯へのショートパスで活躍し、前年の東京大会MVPの赤羽に一矢を報いたことがあるほど。しかし、未だ経験不足でお調子者のためどうしてもヒーローになりきれない器用貧乏という一面も否定できない。WC編では阿含の計らいで補欠参加、ロシア戦でタッチダウンをきめる。
アニメオリジナルストーリー・デスゲーム編では賊学戦でヒル魔の代理でQBを担当（この試合時のハンデが「2年メンバー抜き」であったため）。しかし、キッドのクイック&ファイアの真似モーションで投げて敵レシーバーに渡すわ、パスターゲットの名前を言って投げるわで、あまりの馬鹿さ加減に3兄弟からは「こいつがウチのハンデ」とまで言われ、ほぼ完全に存在自体がお荷物扱いとなっていた。
笑う時は常に「アハーハー!」と笑い、ショックを受けると「アリエナイィィィィ!」と落ち込み、カタカナ言葉で流暢にしゃべる者には対抗心を剥き出しにする。キメる時には上着をはだけたり、Y字バランスをとるのが癖。よく足を上げて回る。また、関東大会決勝後の船上パーティではギターを弾いていた父親と共演しており、戸叶に「性格は紳士だが、馬鹿」や「バカは父親に似た」などと言われる。長身で長い足の二枚目だが強烈なおバカキャラなためルックスの印象は薄い。
その後はバッド・ウォーカーから当時留学中のセナ経由で「アメフト映画の日本人選手役」をやってくれと言われ渡米。ハリウッドでエキストラをしながら当地のアメフトチームでプレイ。気ままに放浪生活を送っているらしい。
ヒル魔は当初は「糞（ファッキン）アゴヒゲ」（アニメでは「クソアゴヒゲ」）と呼んでいたが、関東大会の王城戦途中から「糞（ファッキン）バカ」に格下げされてしまった。鈴音からは「兄さん」「バカ兄貴」と呼ばれている。

## チーム関係者

### 姉崎まもり
あねざき まもり、声 - 平野綾/今井由香（幻のゴールデンボウル）
デビルバッツのマネージャー兼主務。泥門高校2年。
身長162cm、体重48kg。11月24日生まれ。バストはCカップ。血液型A型。ベンチプレス：20kg。
本作のヒロイン。セナの近所に住む幼馴染。セナより1歳年上。紅髪碧眼のアメリカ人のクォーター（母方の祖母がアメリカ人）。幼少時からイジメられっ子だった1歳年下のセナを守り続け、小学生時代は登下校も共にしていた。この頃に幾度となく彼女に助けられた思い出が、セナにとってのアメフトと出会う以前の「弱かった自分」の象徴として描かれる。その後、桜女子中から泥門高校へ進学。2年生への進級と共にセナが同高校に入学・アメフト部に入部すると、彼の仕事を手伝い保護する目的で、後を追うようにマネージャーとしてアメフト部に入部する。
面倒見がよく、正義感が強い。泥門高校の模範生で、風紀委員を務めている。セナへの過保護も相まって、初期には暴虐の限りを尽くすヒル魔に真っ向から挑んでいた。本編では学園内で、唯一ヒル魔に立ち向かった人物でもある。学業においてもヒル魔・雪光と並んで優秀。その知性はアメフトでも十二分に発揮されており、マネージャー就任後にアメフトのルールを一夜漬けでほぼ完璧に暗記。さらに相手チームの膨大なデータ分析や手話形式の暗号の考案も行い、最早只のマネージャーの域を超えてチームに貢献している。
掃除・裁縫・料理などの家事も得意。加えて美人でプロポーションもいいため、男子からの人気が高い。試合でもよく他校からの視線を浴び、阿含にも「腰がいい」と目をつけられている。才色兼備の超人だが弱点もあり、美術の成績が悪い（成績は2、特に絵の下手さは群を抜いている）こと、パソコンの操作が苦手でアナログ派なことが明らかになっている。また、モテモテであるにもかかわらず恋愛経験は無く、男性で一番親しいのはセナといった様子である。上述の様々な点からも場合によっては鈍い人物であることが窺える。
また、重度のシュークリームオタクという一面があり、5グラムの重さの違いを見分けたり有名店のレシピを暗記しているほどで、シュークリームなら栗田を上回る量をたいらげる。シュークリーム以外でもよくつまみ食いし、ヒル魔にたびたびからかわれている。
「セナにアメフトは無理」という思い込み故、デビルバッツの中で一番長い間「セナ＝アイシールド21」の事実を知らずにいた。磐戸戦の試合開始直前、セナ自身がアイシールド21であることを告白。今まで過保護のあまり彼の本質を全く見ていなかった事を自覚して非常に後悔する。それからは、一人の立派な選手として認め見守る姿勢が徐々に固まっていく。関東大会神龍寺戦では、脚を痛めたセナを「止めたい」と憂えたが、彼らの練習の日々を思い「勝って…!」とだけ言い、自らの気持ちを必死に抑え送り出し、チームの勝利を祈った。関東大会準決勝の王城戦試合前には、セナの成長とチームの成長を思い、セナの後ろ姿を見て涙を浮かべている。WC篇でもセナの真剣な表情を見て入学当初の彼を思い出していた。その後はセナの成長した姿などを写真に収めていたアルバムを見ていた。
ヒル魔とは入部当初からたびたび対立していた（だが入部以前から彼のアメフトへの情熱は理解していた）が、展開ごとに協力する場面が増え、その関係の改善が見受けられる。デス・マーチの際はヒル魔の隠していた疲労に唯一気付いて密かにアイシングを施し、溝六がトレーナーで加入したときもヒル魔の負担が減ることを喜んでいた。白秋戦が始まる前にはヒル魔の指示に従わずに、手紙を破り（のちに修正）怪我をしないでほしいと伝えるなど、犬猿の仲のはずの相手の影の苦労を察している辺り、過保護ゆえ盲目になるセナとの関係とは非常に対照的。ヒル魔にとっては栗田やムサシとは違った意味で自分の痛みや弱さを見せることができる相手であり、前述の手話形式暗号（これを理解できるのはヒル魔とまもりだけ）で会話する間柄でもある。また、まもりもヒル魔に弱みを握られており、チアの格好をしているところを撮られたり、ヒル魔の作戦とはいえ体育祭で高飛車な悪女の芝居をしているシーンを撮られている。
セナからは「まもり姉ちゃん」、ヒル魔からは「姉崎」「糞（ファッキン）マネ」（アニメでは「クソマネ」）、鈴音や陸からは「まも姐（ねえ）」（陸の場合は「まも姉」）、若菜からは「まも姉さん」、友達の咲蘭とアコからは「まも」と呼ばれている。
高校卒業後は最京大学に進学してアメフト部のマネージャーを続けている。ヒル魔に「もう昔みたいに守りに行かなくていいのかい？」と茶化された際、「当たり前じゃない。もうセナとは敵チーム同士なんだから、勝たなくっちゃ…!」と言い返し、セナを一人前の男として見ている。

### 瀧鈴音
たき すずな、声 - 中川翔子
泥門デビルバッツのチアリーダー。透糸高校1年。
身長153cm、体重45kg。3月31日生まれ。血液型B型。3サイズは不明だが、バストはAカップ（単行本おまけ収録）。
常にインラインスケートを履いている。瀧夏彦の年子の妹だが、夏彦が4月生まれで鈴音は3月生まれなので同学年。プロになると言って蒸発した兄の夏彦を追って渡米し、「死の行軍（デス・マーチ）」の途中で迷子になったセナとサンアントニオ市で偶然出会う。帰国後デビルバッツのチアリーダー「デビルメントバット」リーダー兼盛り上げ隊長の肩書きをもらい、デビルバッツをサポートする。WC編では日本代表のチアとして参加。
都立透糸（すけいと）高校の生徒（彼女の制服は泥門生とは違いセーラー服）。泥門校生ではないがいつもセナ達と行動を共にしている。
馬鹿な兄と括られることを嫌がり、「瀧さん」と苗字で呼ばれると怒る。しかし兄思いで、彼がアメリカでのプロテストを受けたときも合格を願い、アメフト選手として活躍するという彼の念願がデビルバッツで叶った際には誰よりも喜んでいた。
また、行動的で気さくな性格の持ち主。他人行儀に「さん」付けで呼ばれることを嫌い、メンバーや他チームの選手にニックネームを付けることも多い。ヒル魔から任命された盛り上げ隊長の役目を積極的に果たしている。感嘆詞で「やー!」と言うのが特徴。ムサシらと共に気苦労の耐えないツッコミ役を担っている。
物語において、セナがアイシールド21であると知った最初の女性となり、彼の成長を後押しする、まもりと対照的なヒロインとしてキャラを立たせている。アメリカで初めてセナと出会った際、異邦の地で迷子になったセナが何かと頼ってくる態度に「自分のことは自分でしなきゃ」と諌めた。以降の場面ではセナと共に行動する姿が多い。随所でセナの心情を理解している描写があり、幼馴染のまもりよりも彼の近くにいる人物といえる。
さらにセナとの関係は進展する傾向にあり、初めて彼が“小早川瀬那”として試合に出た盤戸戦では一番にセナへ声援を送ったり、東京大会後にセナを勧誘しようとする運動部から彼を守るため代理人（エージェント）を自称したり、神龍寺戦を前にしたセナに励ましのメールを送ったりと数々の行動が見られる。セナも少なからず彼女を意識しており、急速に接近している様子である（アニメではそれがより強く出ている）。
他人の恋愛話に敏感で、聞きつけると髪の毛が一本アンテナのように跳ねて反応する。しかし自身には恋愛経験はなく、鈍感なところがある（告白されたことに気が付かなかったなどということもあったらしい）。
アニメでは太陽スフィンクス戦後に熊袋記者のスパイとしてアイシールド21の正体を暴くために登場。月夜の晩に対決するが、落ちていた木の枝に躓き、崖から落ちるが間一髪のところで彼に救われ、その後ヒル魔に情報提供され渡米する。
ヒル魔からは「糞（ファッキン）チア」と呼ばれている。
高校卒業後は炎馬（えんま）大学に進学してアメフト部の応援を続けている。セナの成長した姿を見て「何か少し大人の顔になったね」と言っていた。さらに炎馬大学でのメンバーの合格発表の席にも一番乗りで登場し、「みんな受かってるよー！」と伝えている。また、水町の入学動機を聞き「何という不純な動機」と苦笑していた。

### 酒奇溝六
さかき どぶろく、声 - 赤星昇一郎
泥門デビルバッツのトレーナー兼スカウトマン。
通称「どぶろく先生」。ヒル魔達とは約5年の知り合い。王城の監督・庄司軍平（ショーグン）とはかつて千石大学でエースコンビを組んでおり、通り名「二本刀」として名を馳せた。当時は「若」と呼ばれていた。かなりの酒好きで、世界中の酒をストックし片時も酒瓶を離さない。
元々栗田達がいた頃の麻黄中学の教師で神龍寺戦を観戦していた栗田に目を付けアメフトを教えるが、近隣の苦情や教師からも評判が悪かったことからアメフト活動禁止と共に一度解雇される。その後ヒル魔が入部したことによってアメフト活動を復活させ自身も教師として復職するも、競馬で2000万円の借金を抱え、選手スカウトの名目でアメリカに逃亡。ヒル魔の絶妙なセッティングで再会を果たし、セナにクロスオーバー・ステップの極意を教えた。また、雪光がレギュラー落ちした無念をよく理解しており、盤戸戦終了時、都大会出場機会が皆無で悔し涙を流す彼に「お前はまだここからだ」と励ましていた。右膝に大学時代、死の行軍（デス・マーチ）で痛めた古傷が残っている。現役時代はTE。デビルバットゴースト、竜巻ゴースト（デビルバットハリケーン）の名付け親でもある。
帰国後は泥門高校の用務員職に就いたが、ヒル魔によって給料は全額アメフト部に振り込まれることになってしまった。金遣いが荒く、まとまった金が手に入ると後先考えずすぐ使ってしまう。アメリカへ逃亡後も大型トラックを購入していたが、借金返済の元金を作るために売り払われる。関東大会準決勝前には破産した状態にもかかわらず新たなるトラックを購入している。「トレーナー」という仕事は、試合が始まれば何もしてやれないということで、神龍寺戦にて給料100万円前借りして、賭けで「泥門勝利」に全額振り込み、「負ければ終わり」という命運を、泥門選手達と共に背負った（アニメでは賭博法に触れることなので、勝率で再現されている。勝率は神龍寺が99.3％、泥門が0.7％と原作と比例している割合である。なお、溝六はこの試合に一生禁酒を賭けている）。神龍寺戦勝利後170倍の1億7000万円をゲットし「フゴー（富豪）!!」と言いながら倒れこむが、白秋対太陽戦で「太陽勝利」にその場で使った残りを振りこみ、太陽が敗退して、「ハサーン（破産）!!」と言いながら倒れる。WC篇にも登場。けがをした進を見て「休んだ方がいいな」と言った。
作中では、演技を除けばヒル魔に本気で殴りかかった唯一の人物である。関東大会編からは服装が作務衣となり、アニメでも97話から着始めた。
単行本7巻のオマケでは代わりに篠竹という教師が顧問になった記述がある。
ヒル魔からは「糞（ファッキン）飲んだくれ」「糞（ファッキン）アル中」、鈴音からは「ブロちゃん」と呼ばれている。まもりのことを「まも姉ちゃん」、鈴音のことを「鈴嬢ちゃん」と呼んでいる。

### デビルメントバット
瀧鈴音をキャプテンとする泥門デビルバッツの専属チアリーダーチーム。
ヒル魔がデスマーチでの特訓中、アメリカで調達＝雇用して来たアメリカの女性達。メンバー全員（鈴音は除く）がボン・キュッ・ボンのナイスバディ。初登場は網野戦であるが、アニメではメンバーの二人が太陽スフィンクス戦前に登場している。2人の初登場は、日本に観光客として来ていた（アニメではこの2人が主要メンバーになっており、泥門学園祭にも登場）。

## 助っ人選手

### 石丸哲生
いしまる てつお、声 - 加藤啓
泥門デビルバッツのランニングバック（フルバック）（RB）兼コーナーバック（CB）。スペシャルチームではリターナー。背番号30。泥門高校2年。
身長168cm、体重59kg。5月26日生まれ。血液型A型。40ヤード走:4秒9。
本来は陸上部部長であり、新入生のスカウトの為に、オープニングの春大会から部員の少ないアメフト部の助っ人選手として試合に参加しているのだが、ヒル魔にはほぼ完全に部員としてカウントされてしまっている。地味な印象が目立っており、存在感が薄いものの、いちおう陸上部のエースなので足は速い。出番らしい出番はたまにしか無いがコマの隅などに登場することがたびたび存在する。
顔が似ている弟が3人、妹が2人おり、その為にタウン誌配布のバイトをしている（アニメでは両親も登場している。その両親も顔が似ている）。配布しているタウン誌の名前は「あど」。6巻の登場人物紹介で、雪光がメガホン代わりにあどを丸めて応援していた。アメリカには彼によく似ている（違いは肌の色）、「ジミィ・シマール」という人物が存在する。
大抵の事は「いいよいいよ」で済ませる心の広い男であり、周囲からも嫌われたり悪意を抱かれない人物（陸上部を喧嘩別れの形で退部した室サトシですら石丸には悪意を懐いていない）。アメフト部の助っ人が軒並み、ヒル魔に弱みを握られやむなく参加させられている中、彼だけは唯一自分の意思かつ即断で助っ人参戦している（陸上部に有力な助っ人探しという名目）。試合前の空気を「血が冷たくなる感じがいい」と気に入っていることを複数回口にしている。
体育祭後、陸の言葉で初めてセナがアイシールドであることを知り、気絶しながらも勧誘をしていた。アニメでは陸を始め、西部一行が泥門の体育祭の偵察に来ないので、体育祭終了後の話で、ケガで出場できなくなった部員の代理で陸上大会に参加したセナの走りを見て、アイシールドと気づく。そのことでセナに感謝しており、それが陸上部最後の大会であったため、以降はアメフト部の練習に専念するようになる。
東京大会三位決定戦でも紹介文を「地味石丸」と呼ばれる。アニメ内で、アイシールドのもしもの時の切り札としてそれを使われる（「影無き 死神」や「ステルスランニングバック」と呼ばれたこともある）。
一年のときからアメフト部に参加しているが、ルールは半分くらいしか理解していないらしい。それなりに頭脳に長けており、成績は全教科共に5段階中の4。
関東大会後ヘアスタイルを変えたが誰一人として気にも止めてくれなかった。神龍寺戦からは元のヘアスタイルに戻っている。
試合中に大きな活躍をする描写はあまりないが、一方で実力不相応な行動などでミスを犯すといったシーンも一切ない。地味だが、常にベターなプレイをすることで評判。アニメの独播戦では作戦のためわざと不在となったヒル魔の代わりに最初の方でクォーターバックを務めたが、クォーターバックに慣れていないことや独播選手に癖を読まれたことでまともなプレーが出来ず、独播選手のラフプレーで腕を負傷してしまう。
夏休み中の死の行軍には部員ではないため参加していないが、関東大会以降の特別なトレーニング（マスクトレーニングなど）には参加させられており、助っ人になるからには力になりたいとクリスマスボウル直前には西部の陸（その人の良さにあきれられていた）の必殺技である「ロデオ・ドライブ」を習得した。他にも神龍寺戦でのオンサイドキックでも正規メンバーと同じ行動を取るなど正規部員のような描写も多く、部室でもロッカーが与えられている。高校WC編では雪光と応援の裏方を支援。アニメではモン太や瀧を押さえてファンレターを一通もらっていた。
鈴音からは「てっちん」と呼ばれている。滋味中（じみちゅう）出身。

### 佐竹洋平
さたけ ようへい、声 - 河野清人（河野匡泰）
泥門デビルバッツのワイドレシーバー（WR）兼ラインバッカー（LB）。背番号13。泥門高校1年。
身長166cm、体重58kg。4月10日生まれ。血液型O型。40ヤード走：5秒2。
元々はサボり魔のバスケ部員。春大会前日、ヒル魔に「中学時代に女子水泳部に忍び込み、下着泥棒をやった（アニメでは小6までおねしょしていた）」という弱味を握られ、助っ人として加入。美女に目がなく、まもりに恋焦がれている。雪光より実力があると認められ助っ人ながらレギュラー。山岡と交代で出るが、パスを取ることが出来ない。鈴音からは「竹ちゃん」と呼ばれている。

### 山岡健太
やまおか けんた、声 - 下崎紘史
泥門デビルバッツのワイドレシーバー（WR）兼ラインバッカー（LB）。背番号58→85。泥門高校1年。
身長168cm、体重62kg。8月10日生まれ。血液型B型。40ヤード走：5秒2。
佐竹と同じく恋ヶ浜戦から出場した助っ人サボり魔バスケ部員。ヒル魔に「毎朝アイドルのポスターにキスをする」隠れアイドルファンとしての弱みを握られている。佐竹同様にまもりに恋焦がれている。体が頑丈。雪光より実力があると認められ助っ人ながらレギュラー。東京大会三位決定戦では佐竹、重佐武と「いいように使われる助っ人軍団」と紹介文を一まとめにされる。佐竹と交代で出るが、彼と同じくパスを取ることができない。鈴音からは「山ちゃん」と呼ばれている。

### 重佐武太
おもさだけ ふとし、声 - DJ TARO
オフェンスライン（OL）兼ディフェンスライン（DL）。背番号54。泥門高校1年。
身長160cm、体重100kg。3月8日生まれ。血液型O型。
秋大会、網乃サイボーグス戦から臨時助っ人。本来は相撲部員。その名の通り重さだけがとりえの面倒くさがり屋で怠惰な性格。相撲の基礎はきちんと覚えている（アニメでは巨深戦前、泥門チビーズに相撲の基礎を教えていた）。ただし食べることだけは面倒がらない。食べ物にすぐ釣られてしまう。アニメではマンゴープリンが大好物。目を開けるのさえ面倒とのことだが、12歳までは凛々しい眼をしていた。アニメでは「マンゴープリンを奢ってやる」などと言うとこの眼に変わり、声も凛々しくなる。学園祭の時には、この凛々しい状態時にセナとほぼ同等のスピードでセナと共に走っていた（ただし、5秒間のみ）。この部分から全メンバー中、絶望的にスタミナが低いことが見受けられる。アニメではよくケルベロスに狙われている。口癖は「人間だもの〜」。鈴音からは「重ちゃん」と呼ばれている。アニメではオチによく使われる。

## マスコット

### ケルベロス
声 - 岩崎征実
タダ飯が食えるという理由でヒル魔と組んでいる、とてつもなく凶暴な地上最強の野良犬。怪獣よりも強いらしい。噛み付く力やキック力は相当なもので、セナやモン太たちに平気で噛み付く。基本的には何でも喰い、中でも肉や甘いものを特に好むが、犬故に玉葱は食べられない。犬ではあるが、明らかに日本語を話したり、ナイフとフォークを持って華麗な直立二足歩行をしたりと、人間に近づきつつある。しかもベンチプレスにおいては120kgに到達する。40ヤード走は通常時は4秒3であるが、エサ追跡（ブタブロスを追いかけている時など）は1秒5という驚異的な走力も見せる。トゲ付きの首輪は武器である。
単行本22巻の表によるとヒル魔以外の人間は、全員非常食らしい。また5巻の目次イラストによれば、彼の中での優先順位は「一位：自分、同率一位：ヒル魔、三位：まもり」のようである。弱っているふりをするのが得意で、集まってきた犬達からエサを横取りしている。番外編で、中学時代のヒル魔が栗田とアメフト部のビラ配りをしていた際、雨の中段ボール箱に捨てられていたケルベロスを見つけ（実際はヒル魔はケルベロスではなく、雨に濡れたビラを見ていただけなのだが）、雨に濡れた自分をこともあろうに無視したヒル魔に「チッ」と舌打ちをしたのを聞きつけ、気に入ったというエピソードがある。アニメ版では中学時代のヒル魔と真っ向勝負し、その覇気を気に入られたことが栗田の口から発覚している。
鈴音からは「ケルちゃん」と呼ばれている。ほとんど険しい表情しか見せないが、アニメでは神龍寺戦のセナのタッチダウン後に、一度だけ笑顔になっている。試合中に応援していたり、関東大会の王城戦ではビデオカメラを撮っていたり、チームをサポートをしている事がある。また、JF2005のアニメには「ブラックケルベロス」というケルベロスに類似した黒い獣が登場している（体格サイズが全匹バラバラで、とてつもなく大きい「巨大ブラックケルベロス」もいた。ヒル魔だけには、やはり手を出していない。全面的にケルベロスと類似している）。
その後、効率よくエサを獲得するためにヒル魔と共に最京大学に行った。

### ブタブロス
声 - 中川翔子
巨深ポセイドン戦直前に小結を捜索中である意識朦朧のどぶろくに連れて来られた子豚。泥門女性陣にかわいがられている。泥門高校体育祭（アニメでは巨深戦）の時にケルベロスに食べられそうになったため、自分をもっと太らせてから食べた方が良いと提案し回避し、ケルベロスに「ブタ弟（ブロス）」と命名された。一番怖いものは空腹時のケルベロスであり、空腹時のケルベロスから逃げる時のみ40ヤード走1秒4という泥門一の超速の足を持っている。
鈴音からは「ブロちゃん」と呼ばれているが溝六とかぶっている為、アニメでは「ブタブロちゃん」と呼ばれている。ケルベロスとの応援コンビの時は「マスコッティーズ」とも呼ばれている。WC篇でアメリカにいた時でも鈴音とケルベロスと一緒に寝ていた。
その後、ケルベロスがヒル魔と共に最京大学に行ったため、泥門デビルバッツの部室で悠々自適の生活を送る。追われることはなくなったが、少し寂しいらしい。

### デビルバット
声 - DJ TARO
デビルバッツのマスコット。赤い蝙蝠の姿をしている。
血を吸い、口から炎を吐き、目から怪光線を出す。作中では解説担当の便利キャラ。その他アドバルーンやらコンピュータウイルス、果ては秘密調査員として活躍。実在する生物では無いのに蛭魔妖一に酷似しているので誰もが極悪、鬼畜、外道と認識。口癖もヒル魔と同じく「YA--HA--!!」。だが蛭魔のことは少々恐れている模様。その特徴から、デビルバッツ創立者であるヒル魔が考案したキャラクターと思われがちだが、実はそうでは無く、ヒル魔すら「いつからいたのか分からない」という、軽く謎めいた存在である。単行本のおまけページにて「調査員」として、読者による奇想天外な調査依頼にツッコミまくっている。最終話ではタオルから登場。読者に挨拶をしていた。

### コデビバ
声 - 中川翔子
かわいい顔の赤いチビ蝙蝠。性別不明。お馬鹿なのでデビルバットに執拗に質問、その答えに縋る。物を生み出す力はミニサイズ。単行本内で秘密調査員もやっているが、毎回の指令内容のほとんどが命を懸けたものや大量調査の類が多く、滝のような涙を流し続けている。口癖は「YAHA!」。最終話ではタオルから登場。読者に挨拶をしていた。